# 에슐리 레인스
에슐리 레인스(Ashleigh Rains, 1989년 8월 24일 ~ )는 캐나다의 배우이다.
토론토에서 태어났다.

## 영화
- 나의 그리스식 웨딩 2 (2016년) - 웨딩 플래너 역
- 어 썬데이 카인드 오브 러브 (2015년)
- II (2011년) - 브리드 역